# 스쿼드 (비디오 게임)
스쿼드(Squad)는 캐나다의 인디 게임 개발사 오프월드 인더스트리스가 스팀 배급 플랫폼 전용으로 개발, 배급한 리얼리즘 기반 군사 전술 1인칭 슈팅 비디오 게임이다. 배틀필드 2의 프로젝트 리얼리티 모드의 정신적 후속작이다. 이 게임은 규모다 큰 전장터에서 군대와 준군사조직 파벌간 사실적인 현대전을 묘사한다. 스쿼드는 2015년 12월 앞서 해보기 액세스로 사용 가능하게 되었으며 2020년 9월 스팀을 통해 공식 출시되었다.